# Paul Halley
Paul Halley (* 1952 in Romford, England) ist ein kanadischer Organist, Keyboarder, Chorleiter, Sänger und Komponist. Von 1977 an war er 13 Jahre lang Organist und Kantor der bedeutenden Cathedral of Saint John the Divine in New York City.
Über Kirchenmusikkreise hinaus wurde er in den 1980er und 1990er Jahren durch seine Mitwirkung im Paul Winter Consort bekannt. Sein für Streichquartett komponiertes Stück Winter bildete 2011 den Soundtrack für Christopher Kezelos’ preisgekrönten Kurzfilm The Maker.

## Leben und Werk
Halley wurde in einem Vorort von London in eine Baptistenfamilie geboren, die er selbst als working-class intelligentsia („Arbeiter-Intelligenzija“) charakterisiert. Der Vater hatte am Royal College of Music eine Pianistenausbildung erhalten und führte auch den Sohn in dieses Instrument ein.
1957 übersiedelte die Familie nach Ottawa. Halley erhielt dort Klavierunterricht beim Organisten der St. Matthew’s Anglican Church, Gerald Wheeler, und trat 1960 als Sänger in den Männer- und Knabenchor der Gemeinde ein. Dieser bedeutende Chor, der zunächst von Wheeler und ab 1969 von Brian Law geleitet wurde, brachte Talente wie Gerald Finley, Daniel Taylor und Matthew White hervor. Um 1970 begann Halley als Hilfsorganist Gottesdienste zu begleiten und lernte dabei viel von Ian Barber, einem Organisten, der häufig den Chor begleitete. Musik und Glaube bilden für Halley seit dieser Zeit eine untrennbare Einheit.
Im Alter von 16 Jahren erlangte Halley ein Orgelstipendium und konnte damit drei Jahre lang am Trinity College der University of Cambridge studieren, wo Richard Marlow sein Lehrer wurde. Ein Angebot, dort auch zu promovieren, lehnte er ab, um als Entwicklungshelfer für die kanadische Organisation CUSO International zu arbeiten, die ihn in Ottawa zunächst ein Jahr lang Englisch als Zweitsprache studieren ließ. Eingesetzt wurde er dann zwei Jahre lang (1974–1976) in Jamaika, wo er an einer Highschool Englischunterricht erteilte und nebenberuflich als Kirchenmusiker arbeitete.
1976–1977 studierte Halley an die University of Victoria (British Columbia, Kanada) Wirtschaftsentwicklung. Unter Beal Thomas wirkte er gleichzeitig als Hilfsorganist an der Christ Church Cathedral. Jim Morton, Dekan der Cathedral of Saint John the Divine, hörte ihn dort Orgel spielen und lud ihn ein, an seiner Kirche Kantor und Organist zu werden. Halley blieb 13 Jahre. Ende der 1970er Jahre lernte er Paul Winter kennen, der seit 1967 das Paul Winter Consort leitete, eine Band, die Jazz mit Ethno-Elementen vereinigte und später zu World Music und New-Age-Musik fand. 1979 schloss Halley sich der Band als Keyboarder und Organist an und trat mit ihr häufig in der Cathedral of Saint John le Devine auf, begleitete sie aber auch auf Tourneen durch Nordamerika, nach Europa und Asien.
Um 1990 verließ Halley New York und ging nach Connecticut, wo er gemeinsam mit Margaret („Meg“) Race die Non-Profit-Organisation Joyful Noise, den Chor Gaudeamus und den Kinderchor Chorus Angelicus gründete. 1998 gründeten Halley und Race auch einen Verlag für Noten und Musikaufnahmen, Pelagos. 1999 trennte Halley sich vom Paul Winter Consort und begann eine Solokarriere.
2007 ging Halley nach Halifax, wo er seitdem mehrere Positionen innehat, unter anderem als Universitätsmusiker an der Atlantic School of Theology, als Musikdirektor an der St. George’s Anglican Church und als Chorleiter am University of King’s College.
Halley hat sechs Kinder und lebt mit seiner zweiten Ehefrau Meg Race in Halifax. Sein Sohn Nick Halley ist ebenfalls Chorleiter.

## Diskografie und Auszeichnungen
Einen Großteil der nachfolgend genannten Arbeiten hat Paul Halley selbst komponiert.
Als Organist und Keyboarder:
- 1982: Paul Winter: Missa Gaia/Earth Mass (Living Music)
- 1986: mit Eugene Friesen: New Friend (Earth Music Productions)
- 1987: mit Paul Winter: Whales Alive (Living Music)
- 1990: Paul Winter: Wolf Eyes. A Retrospective (Living Music)
- 1991: Paul Halley with the Paul Winter Consort and Friends: Angel on a Stone Wall  (Living Music)
- 1993: Paul Winter Consort: Spanish Angel (Living Music)

Grammy Award für das beste New-Age-Album (1994)
- 1995: Paul Winter Consort: Concert for the Earth. Live at the UN (Living Music)
- 1995: Paul Winter Consort: The Man Who Planted Trees (Living Music)
- 1998: Nightwatch (CD Baby)
- 1998: mit Theresa Thomason: Sound Over All Waters (Pelagos)
- 2000: Triptych (CD Baby)
- 2000: Paul Winter: Journey With the Sun (Living Music)
- 2003: Mozart,  Mendelssohn, Howells, Willan, mit dem Choir of St. John’s (Elora, Ontario), Noel Edison: Faire is the Heaven: Hymns and Anthems (Naxos)
- 2016: mit dem King’s College Chapel Choir: Let Us Keep the Fest (CD Baby)

Als Pianist:
- 1986: Pianosong (Living Music)

Als Chorleiter:
- 1994: Chorus Angelicus: Voices of Light (Joyful Noise, Paul Halley)
- 1996: Chorus Angelicus, Gaudeamus, The Battell Brass: Wondrous Love (CD Baby)
- 1999: Gaudeamus: Sacred Feast
- 2000: Chorus Angelicus: Untraveled Worlds (Pelagos)
- 2006: Chorus Angelicus & Gaudeamus: What Child Is This? (Pelagos)

Kammermusik:
- 2013: The Halley Quartet (Musiker: Adrian Keating, Sarah Moir, Joanna Landstra, Ilir Merxhushi; Produzent: Paul Halley)

Umfasst die Stücke Angel, The Hand of Fate, Midnight, Cello Fantasia, Autumn, Adagio in F, Winter
- 2013: The Halley Quartet II

Umfasst die Stücke A Spring Morning, Song of Love, The Storm, Summer Night, The Fury